# Aldeias de Myanmar
Uma aldeia (birmanês:  ကျေးရွာ, kyei-ywa; ou ရွာ, ywa) é a menor subdivisão rural  de Myanmar trato da aldeia. Em de agosto de 2015, existia 70,838 aldeias em Myanmar.